# Modelo Mundial Latinoamericano
El Modelo Mundial Latinoamericano (MMLA), es un modelo matemático y normativo, que fue realizado por la Fundación Bariloche en Argentina entre 1972 y 1975 bajo la dirección de Amílcar Herrera. Este modelo se propuso dar una alternativa al Modelo III del MIT –primer modelo apoyado por el Club de Roma– llamado Los límites del crecimiento, el cual afirmaba la existencia de unos límites físicos –en particular para la población y la economía– a tener en cuenta si se pretende evitar un futuro catastrófico cercano. El MMLA, en cambio, ofrece una hoja de ruta para un mundo deseable y posible, en donde se eviten los conflictos a partir de los principios de equidad, participación civil y no consumismo, y en donde se establecen calculaciones y estrategias para el alcance del bienestar de todo ser humano en el nivel planetario.
Para ello la modelización matemática del MMLA parte del concepto central de necesidades humanas básicas, el cual se establece como un indicador clave para su construcción. A diferencia del modelo del MIT, el MMLA considera que los problemas a resolver no se encuentran dados por los límites físicos, sino principalmente por la mala distribución de los recursos y el abuso de poder en los niveles intra e internacional. Como necesidades básicas son definidas: alimentación, vivienda, educación y salud.
Ambos modelos consideran la potencialidad de una crisis universal, y la prioridad sobre el cuidado del medioambiente. Las dos propuestas fueron reeditadas y actualizadas en varias ocasiones.

## Surgimiento del MMLA (1970 a 1972)
En 1970 tiene lugar la presentación del Modelo III del MIT, Los límites del crecimiento, resultado de las investigaciones a cargo de Meadows en Río de Janeiro. Frente a la visión apocalíptica del Modelo del MIT, se produce una reacción consensuada en la Conferencia de Rio por parte de científicos latinoamericanos, quienes consideran que no solo es ideológicamente discutible como científicamente mejorable, que una alternativa mejor era posible y necesaria.
El Club de Roma resuelve apoyar la iniciativa y se asigna a la Fundación Bariloche de Argentina –que contaba con un avanzado equipo de matemáticos e informáticos para modelación- la tarea de coordinar ese proyecto.

## La realización del MMLA de (1972 a 1975)
Inicialmente "para esbozar las líneas generales del proyecto e impulsar su ejecución, se constituyó un Comité compuesto por Carlos Mallmann, Jorge Sábato, Enrique Oteiza, Amílcar Herrera, Helio Jaguaribe y Osvaldo Sunkel (Herrera et al, 2004: p 40). Se encarga luego al geólogo Amílcar Herrera la dirección del proyecto (tema: Recursos Naturales no Renovables). Participan en el equipo: Hugo Scolnik -luego director alterno- (Demografía y Matemáticas); Gabriela Chichilnisky (Economía y matemáticas); Rafael Pastoriza (Matemáticas); Adolfo Chorini (Salud); Víctor Ponce (Contaminación); Gilberto Gallopin (Alimentación y Contaminación); Gilda de Romero Brest (Educación); Isabel Gómez (Alimentación); Juan Santiere (Economía); Cristian Gravenhorst (Asistente de Dirección); Abraham Soni (Salud); Jorge Hardoy (Vivienda y Urbanización); Juan Sourrouille (Economía); Diana Mosovich (Vivienda y Urbanización); Carlos Suárez (Educación); Enrique Oteiza (Educación); Luis Talavera (Matemática y Demografía); Gregorio Weinberg (Asesoría Editorial), y un Comité Consultivo: Helio Jaguaribe, Carlos Mallmann, Enrique Oteiza, Jorge Sábato y Osvaldo Sunkel. Enrique Oteiza destaca el hecho de que los investigadores principales habían tenido formación tanto local como internacionalmente, lo que facilitaba poder considerar perspectivas variadas. En la realización del MMLA trabajarán unos 250 investigadores de América Latina y se produce un interés creciente de la comunidad científica internacional.
“La crítica fundamental al Modelo de Meadows consistía en que su estructura teórica básica era de carácter neo-malthusiano, donde de un lado de la ecuación se incluían las variables de recursos naturales renovables y no renovables requeridas tanto para la producción como para el consumo de la población existente en el centro y en la periferia, así como las que expresaban el impacto en el medio ambiente, y por el otro la dinámica de crecimiento poblacional” (Oteiza: 2004, p 9)
El problema quedaría entonces situado en la insostenibilidad del mundo en el caso de que se diera un crecimiento exponencial poblacional o de consumo, lo cual no dejaba margen alguno para una sociedad más igualitaria desde la perspectiva de las necesidades humanas, consideradas universalmente. Según explica Enrique Oteiza (2004, p 9) la manera de evitar la “catástrofe” para Meadows era mantener un crecimiento económico cero en las áreas hegemónicas, y para la periferia lograr un control y reducción de la población.
A su vez, Gilberto Galopin (2000, p.79) explicita que el MMLA ha sido una respuesta del Sur o se anima a decir "por el Sur" frente a una posición apoyada por el Norte, la cual atribuía el subdesarrollo, los problemas internacionales y la pobreza a una sobrepoblación de los países que estarían en desarrollo. Y concluye que la crítica del MMLA tenía tanto una dimensión técnica, como filosófica y ética. "El modelo que aquí se presenta es explícitamente normativo; no se ocupa de predecir que ocurrirá si continúan las tendencias actuales de la humanidad, sino de señalar una manera de alcanzar la meta final de un mundo liberado del atraso y la miseria" (Herrera et al, 2004: p 45)
Frente a ese modelo excluyente, la Fundación Bariloche pone en cuestión las ecuaciones del Modelo III en cuanto a la fatalidad del agotamiento de recursos naturales y en la posibilidad y necesidad de erradicación de la pobreza a partir de estrategias pertinentes de desarrollo.

## El MMLA durante la dictadura militar y la recuperación de la democracia
La Fundación Bariloche, y por ende el MMLA, han sido severamente golpeados por la dictadura militar argentina. A partir de 1976 varios investigadores fueron perseguidos y uno de ellos ha desaparecido durante la misma: “el gobierno instó a despedir investigadores y comenzó a controlar el contenido de las investigaciones. Pese al enorme riesgo que ello implicaba, la institución no aceptó estas condiciones, y a fines de ese mismo año la misma se desprendió de terrenos que habían adquirido para construir un campus, a fin de indemnizar a todo el personal”. http://fundacionbariloche.org.ar/en/historia/
A partir del restablecimiento del Estado democrático de derecho (1984 en adelante) la Fundación Bariloche recupera el apoyo público para sus investigaciones.

## El MMLA en la actualidad
El MMLA cuenta con una edición aumentada titulada ¿Catástrofe o Nueva Sociedad? Modelo Mundial Latinoamericano (2004) con reflexiones históricas y actualización, gracias a una iniciativa de IIED-AL y apoyo del Centro Internacional de Investigaciones para el Desarrollo (IDRC), Ottawa, Canadá.
La originalidad y vigencia del MMLA puede encontrarse en haber anticipado un modelo alternativo basado en la solidaridad global, en sentido coincidente con los estudios contemporáneos de las Naciones Unidas como la del desarrollo humano del PNUD, y propuestas de las organizaciones no gubernamentales como la de otro mundo es posible. Si bien el MMLA es, como su nombre lo indica, de procedencia latinoamericana, su alcance es de orden mundial. Se trataría de conformar “una sociedad cosmopolita que constituya la expresión de la conciencia unificada de la humanidad" (Herrera, A. et al., 2004: p 67).
El MMLA ha propuesto nuevos factores para estudios prospectivos, los cuales mostraron bastante precisión respecto de los datos luego observados. “Una de las características más importantes del Modelo Bariloche ha sido su capacidad para predecir valores de natalidad y expectativa de vida como funciones de indicadores como niveles de educación, consumo de calorías y proteínas, urbanización, porcentaje de mujeres empleadas en el sector secundario de la economía, etc.” (Scolnik 2004: p.25)
Algunas observaciones críticas al MMLA han surgido en temas de calculaciones. Paul Neurath considera en su estudio sobre los modelos del Club de Roma las calculaciones del MMLA observando críticamente un problema en la relación lógica entre la mayor longevidad de la población en Asia y la falta de alimento en la misma región.
Algunas aportaciones del MMLA se pueden observar en los índices adoptados por el PNUD para los estudios de desarrollo humanos y en aplicaciones de la UNESCO, como observa Hugo Scolnik que ha desarrollado una versión interactiva del MMLA para el dictado en la ciudad donde tiene su sede, París, de cursos de planificación (Scolnik 2004: p.25)
En referencia a la dualidad capitalismo-socialismo, Gallopin (2016) interpreta que si bien el MMLA había surgido como una crítica a ambos, en la actualidad lo ubicaría como modelo post-capitalista.